# Delahaye Type 59

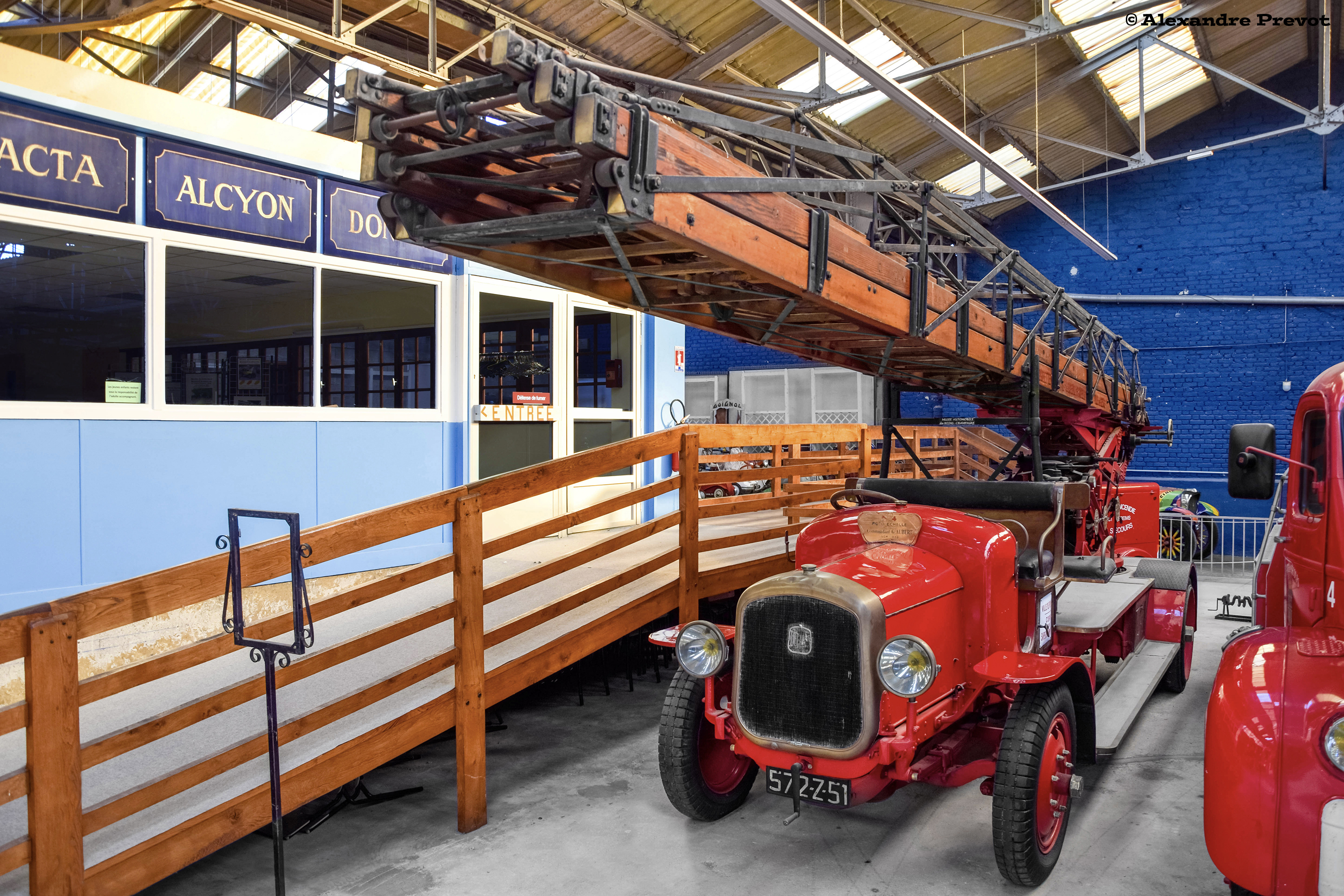
Delahaye Type 59 als Feuerwehrfahrzeug

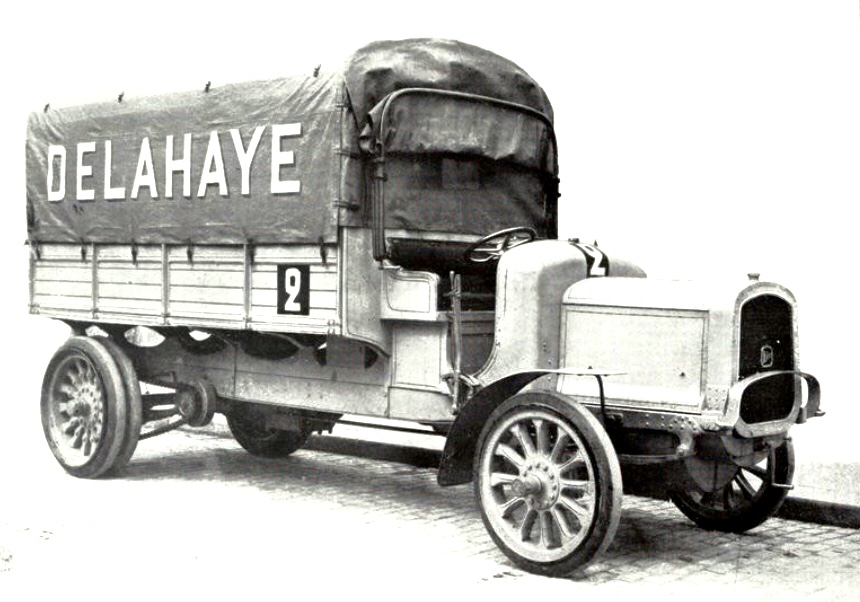
Delahaye Type 59 C

Der Delahaye Type 59 ist ein frühes Nutzfahrzeug-Modell. Hersteller war Automobiles Delahaye in Frankreich.

## Beschreibung
Die Fahrzeuge wurden ursprünglich für das Militär entwickelt. Die Produktion lief von 1913 bis 1926. Delahaye Type 78, Delahaye Type 79 und Delahaye Type 85 sind ähnlich. Die Nutzlast beträgt 750 kg. Es gab Type 59 C als Lastkraftwagen, Type 59 OM als Omnibus und Type 59 AP. Ein Foto zeigt eine Ausführung mit Gleisketten anstatt Hinterrädern. Davon abweichend gibt es einen Hinweis auf 4,5 Tonnen Nutzlast.
Der Ottomotor leistet 30 PS bei 1100/min. Es ist ein Vierzylindermotor mit 5026 cm³ Hubraum mit 100 mm Bohrung und 160 mm Hub. Das Fahrzeug hatte ein Vierganggetriebe. Der Tankinhalt betrug 65 Liter. Die Vorderräder hatten einen Durchmesser von 940 mm bei einer Breite von 130 mm, die Hinterräder 1000 mm auf 130 mm. Der Preis betrug 31.250 Franc.
Der Anhang AP stand für Autopompe, also Feuerwehrfahrzeug. Ein AP wurde auf einer Auktion angeboten. Der Schätzpreis belief sich auf 8.000 bis 12.000 Euro. Der Radstand beträgt 326 cm, die Spurweite 165 cm, die Fahrzeuglänge 530 cm, die Fahrzeugbreite 196 cm und die Fahrzeughöhe 250 cm.